# زابرجه، مونته‌نگرو
زابرجه (به لاتین: Zabrđe) یک منطقهٔ مسکونی در مونته‌نگرو است که در شهرداری آندریژویکا واقع شده‌است. زابرجه ۲۴۸ نفر جمعیت دارد.